# Park Narodowy Sutjeska

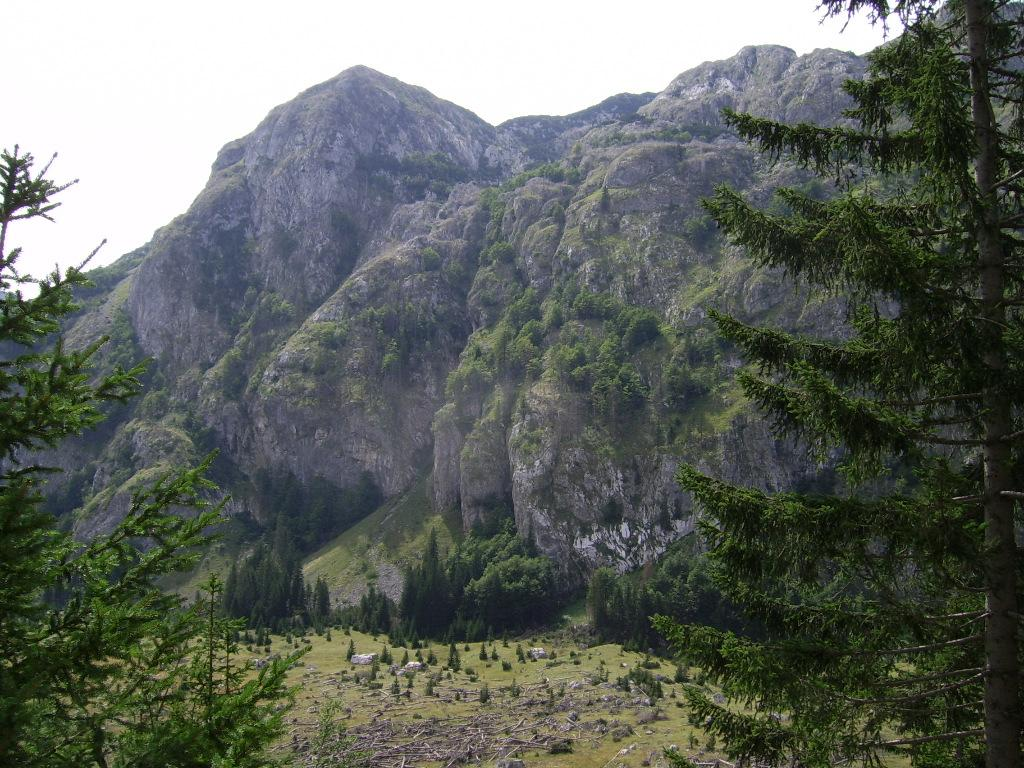
Park Narodowy Sutjeska

Park Narodowy Sutjeska (bośn. Nacionalni Park Sutjeska) – najstarszy park narodowy w Bośni i Hercegowinie, położony w południowo-wschodniej części kraju na terytorium Republiki Serbskiej, przy granicy z Czarnogórą. Obejmuje powierzchnię 17 500 ha. Założony w 1965 roku.
Teren parku zajmują góry z najwyższym szczytem Bośni i Hercegowiny Maglić, wznoszącym się na 2386 m n.p.m. Nazwa parku pochodzi od przepływającej przez jego teren rzeki Sutjeska.
Zbocza gór w Parku Narodowym Sutjeska częściowo porasta pierwotna puszcza Perućica.

## Historia
Park został założony w 1962 roku i jest największym i najwcześniej ustanowionym parkiem narodowym w Bośni i Hercegowinie. Jego ustanowienie wynikało bardziej z faktu, że był on miejscem rozgrywania historycznych bitew, niż z potrzeby ochrony przyrody.
Rezerwat leśny Perućica, znajdujący się w obrębie parku narodowego, został utworzony w 1952 roku, jako "Rezerwat przyrody dla celów naukowych i edukacyjnych". Perućica, która jest jednym z dwóch ostatnich zachowanych lasów pierwotnych w Europie, jest jednym z pięciu ścisłych rezerwatów przyrody w Bośni i Hercegowinie.
Park słynie również jako miejsce bitwy nad Sutjeską, która trwała od 15 maja do 16 czerwca 1943 roku podczas II wojny światowej, gdzie partyzanci odnieśli zwycięstwo nad niemieckimi siłami okupacyjnymi. W bitwie na czele partyzantów stał Naczelny Sztab Jugosławii marszałka Josipa Broz Tito, który udaremnił plany wroga. Partyzantom udało się wyrwać z okrążenia, mimo że stracili jedną trzecią swoich ludzi. Kilka dużych kamiennych pomników upamiętnia to wydarzenie na północnym skraju parku w Tjentište, na drodze do rezerwatu leśnego Perucica.